# Johann Gerhard Oncken
Johann Gerhard Oncken (ur. 26 stycznia 1800 w Varel, zm. 1 stycznia 1884 w Zurychu) – niemiecki duchowny baptystyczny, pionier baptyzmu w Niemczech i w kontynentalnej części Europy.

## Młodość i przełom duchowy
Wychowywał się w rodzinie luterańskiej i w 14. roku życia został konfirmowany. Podczas emigracji do Wielkiej Brytanii zetknął się z prezbiterianami i metodystami. Pod ich wpływem doznał w 1820 przełomu duchowego. Stał się członkiem jednego ze zborów reformowanych w Anglii. W efekcie podjął działalność  kolportera Pisma Świętego Edinburgh Bible Society (Edynburskiego Towarzystwa Biblijnego) oraz misjonarza British Continental Society.

## Początki związków z baptyzmem
Rozważając kwestie teologiczne doszedł do przekonania, iż chrzest dzieci nie ma uzasadnienia w Nowym Testamencie. 22 kwietnia 1834 w rzece Łabie przyjął chrzest na wyznanie wiary przez pełne zanurzenie z rąk przebywającego w Niemczech amerykańskiego duchownego i teologa baptystycznego Barnasa Searsa (1802–1880). Ponieważ wraz z nim chrzest przyjęła jego żona oraz 5 innych osób utworzono wówczas w Hamburgu pierwszy zbór baptystyczny na terenie Niemiec. W konsekwencji oddał się pracy misyjnej mającej na celu szerzenie baptyzmu.

## Promotor baptyzmu w skali krajowej i kontynentalnej
Nawiązał współpracę z Baptist Board of Foreign Missions (Baptystyczny Zarząd Misji Zagranicznych) i przy wsparciu tej organizacji prowadził działalność misyjną na terenie Królestwa Prus, Austro-Węgier, Bałkanów, Imperium Rosyjskiego i Skandynawii. W 1849 był czołowym inicjatorem powstania Związku Zjednoczonych Zborów Ochrzczonych Chrześcijan w Niemczech i Danii (Bund der vereinigten Gemeinden getaufter Christen in Deutschland und Dänemark) zwanego później Związkiem Niemieckich Zborów Baptystów (Bund deutscher Baptistengemeinden). W chwili śmierci Onckena Związek ten składał się z 165 zborów i ponad 30 tysięcy członków.
Najbliższymi współpracownikami Onckena byli Gotfried Wilhelm Lehmann (1799–1882) i Julius Köbner (1806–1884). On sam zajmował jednak pierwszorzędną pozycję wśród baptystów niemieckich jako „der Begründer der deutschen Baptismus” („założyciel baptyzmu niemieckiego”) i przywódca ruchu baptystycznego wśród Niemców w różnych ośrodkach całej Europy kontynentalnej.

## Związki z ruchem baptystycznym na ziemiach polskich
Pierwsze niemieckie zbory baptystyczne powstałe na obecnym terytorium państwa polskiego miały bieżące kontakty z Onckenem, czego wyrazem były jego wizyty w Elblągu, Wrocławiu i Szczecinie. Współpracował z nim także Gotfryd Fryderyk Alf, pionier baptyzmu w Królestwie Kongresowym.

## Publikacja pism
Poglądy teologiczne Onckena znalazły sumaryczny wyraz w konfesji z 1847 pt. Glaubensbekenntnis und Verfassung der Gemeinden gläubig getaufter Christen (gewöhnlich "Baptisten" genannt) mit Belegen aus der Heiligen Schrift (Wyznanie wiary i ustrój zborów ochrzczonych wierzących chrześcijan potocznie nazywanych "baptystami" z dowodami z Pisma Świętego). Jego kazania i przemowy zostały opublikowane m.in. w dziele pt. Licht und Recht. Eine Sammlung von Predigten und Reden (Kassel 1901).